# Râul Urlătoarea, Prahova
Râul Urlătoarea este un curs de apă, afluent al râului Prahova. 